# Richburg (Carolina del Sud)
Richburg és una població dels Estats Units a l'estat de Carolina del Sud. Segons el cens del 2000 tenia 332 habitants.

## Demografia
Segons el cens del 2000, Richburg tenia 332 habitants, 122 habitatges i 87 famílies. La densitat de població era de 154,4 habitants/km².
Dels 122 habitatges en un 31,1% hi vivien nens de menys de 18 anys, en un 38,5% hi vivien parelles casades, en un 27% dones solteres, i en un 27,9% no eren unitats familiars. En el 24,6% dels habitatges hi vivien persones soles el 15,6% de les quals corresponia a persones de 65 anys o més que vivien soles. El nombre mitjà de persones vivint en cada habitatge era de 2,72 i el nombre mitjà de persones que vivien en cada família era de 3,26.
Per edats la població es repartia de la següent manera: un 24,7% tenia menys de 18 anys, un 7,8% entre 18 i 24, un 21,7% entre 25 i 44, un 29,5% de 45 a 60 i un 16,3% 65 anys o més.
L'edat mediana era de 40 anys. Per cada 100 dones de 18 o més anys hi havia 71,2 homes.
La renda mediana per habitatge era de 31.875 $ i la renda mediana per família de 40.000 $. Els homes tenien una renda mediana de 35.893 $ mentre que les dones 18.295 $. La renda per capita de la població era de 13.048 $. Entorn del 9,7% de les famílies i el 13,6% de la població estaven per davall del llindar de pobresa.

## Poblacions més properes
El següent diagrama mostra les poblacions més properes.